# 3420 Standish
3420 Standish eller 1984 EB är en asteroid i huvudbältet som upptäcktes den 1 mars 1984 av den amerikanske astronomen Edward L.G. Bowell vid Anderson Mesa Station. Den är uppkallad efter astronomen E. Myles Standish, Jr.
Asteroiden har en diameter på ungefär 18 kilometer.